# Infotrafic
 (mai 2014).
Infotrafic est une société spécialisée dans la diffusion de contenu d'informations temps réel pour l'affichage dynamique. Elle accompagne de nombreux acteurs du marché depuis sa création en 2000.
Infotrafic est également une marque déposée depuis le 3 février 2000.

## Historique

### Création (2000 - 2001)
La société Infotrafic est créée en juillet 2000 par Jérôme et Antoine Lefevre. Les premières années sont consacrées au développement du site internet et du service minitel, de la notoriété de la marque et des premiers services BtoB.
En 2001, Infotrafic reçoit des distinctions de la part de comités reconnus :
- Best 40's Capital IT Spring 2001.

- Lauréat Tremplin Entreprises 2001[2].

- Trophée de la création d’entreprise décernée par Le Revenu fin 2001[3].

Le chiffre d’affaires est réparti entre la revente d’espace publicitaire du site internet, les revenus du minitel 3615 Infotrafic, les services de cartographie pour des sites web dont le site internet de réservation du groupe hôtelier Envergure, des projets spécifiques intégrant des services d’information trafic à valeur ajoutée comme le Pocket Infotrafic réalisé avec l’opérateur E-message.

### Services personnalisés d'affichage dynamique (2004 - 2006)
En 2004 Infotrafic se lance dans le développement de services personnalisés d’affichage du trafic routier sur écran plasma. Ses premiers clients sont les parkings Sceta Parc (aujourd’hui Effia), les services du premier ministre, Mercedes.
La même année, Infotrafic lance le premier service mobile d’informations trafic multi-opérateur sur Gallery (Orange, SFR, BT). Ce service lui permettra de remporter l’appel d’offre de Sytadin pour téléphone mobile.
En 2005 R&D de l’offre « affichage dynamique », soit sous forme de web-services, soit de solution clé-en-main avec une prestation complète (installation, écran, player de diffusion, contenu, maintenance).
L'année 2006 voit le développement de bornes interactives pour des parcs de stationnement et pour des pôles d’échange multimodaux. C'est aussi le moment du premier partenariat avec la société Coyote (système).

### L'information temps réel (2007 - 2008)
En 2007 Infotrafic se concentre sur le marché de l’information « temps réel » et intègre d’autres sources d’information (transports en commun, prévisions météo, fils d’actualité, fil boursier) pour le marché de l’affichage dynamique. Installation des premiers PMV (panneaux à messages variables) pour les acteurs privés.
À la suite de la chute du marché publicitaire sur internet en 2008, Infotrafic renforce sa position sur l’affichage dynamique. Refonte de la plate-forme centrale de distribution pour augmenter la capacité de diffusion et optimiser les temps de développement des nouveaux clients.

### Développement à l'international (2009-2010)
2009-2010 Lancement du développement international avec 2 pays cibles, le Royaume-Uni et les Pays-Bas avec le soutien de la Coface. En juillet 2009, après 6 mois de R&D, Infotrafic est le premier site public d’informations trafic à exploiter les données FCD Coyote, avec une couverture unique. 

### Une couverture routière étendue (2011)
En signant un partenariat avec Inrix, Infotrafic accède à l'information sur 18 pays européens ainsi qu'à l'Amérique du Nord 

### Accès aux contenus SNCF (2012)
En 2012, Infotrafic signe un partenariat avec la SNCF 